# Jacob Aall

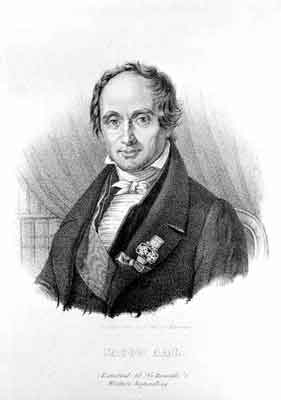
Jakob Aall

Jacob Aall (ur. 27 lipca 1773 w Porsgrunn, zm. 4 sierpnia 1844 w Arendal) – norweski pisarz, polityk i uczony.
Rozwijał działalność w dziedzinie polityki, teologii, górnictwa (przedsiębiorstwo rodzinne), badania i zbierania ojczystych podań ludowych. W 1814 r. był deputowanym do norweskiego zgromadzenia narodowego, wydawał pismo polityczne „Nutid og Fortid” („Teraz i dawniej”).
Opublikował: Erindringer som Bidrag til Norges Histoire fra 1800–1815 – przyczynek do dziejów rozwoju konstytucji norweskiej.